# Terefundus crispulatus
Terefundus crispulatus är en snäckart som först beskrevs av Suter 1908.  Terefundus crispulatus ingår i släktet Terefundus och familjen purpursnäckor. Inga underarter finns listade i Catalogue of Life.